# Мухтар, Аскад
Аскад Мухтар (узб. Asqad Muxtor, Асқад Мухтор, тат. Әсгать Мөхтәр улы Мөхтәров; 23 декабря 1920 — 17 апреля 1997) — узбекский писатель, поэт и переводчик. Народный писатель Узбекской ССР (1980).

## Биография
Аскад Мухтар родился в семье рабочего 23 декабря 1920 года в городе Фергане. В 11 лет остался сиротой. Высшее образование получил на филологическом факультете Среднеазиатского университета, который он окончил в 1942 году. С 1957 по 1969 годы был секретарём Союза писателей Узбекской ССР. Работал в журналах «Шарқ юлдузи» и «Гулистон». Заведовал кафедрой узбекской литературы в Андижанском пединституте.

## Творчество
Первые произведения Мухтара были опубликованы в 1938 году. Его поэма «Сталевар» (Пўлат қуювчи), вышедшая в 1947 году, ввела в узбекскую поэзию тему рабочего класса. За ней последовали сборники «Мои сограждане» и «Город стали». Первым крупным прозаическим произведением Мухтара стал роман «Сёстры», увидевший свет в 1954 году. Позже из-под пера Мухтара вышли романы «Рождение» (Туғилиш), «Время в моей судьбе» (Давр менинг тақдиримда), «Чинара» (Чинор) и «Аму». Революционная тематика затронута Мухтаром в повести «Каракалпакская повесть» и поэме «Причастный к бессмертию».
Мухтар перевёл на узбекский язык ряд произведений А. С. Пушкина, М. Ю. Лермонтова, М. Горького, В. В. Маяковского, А. А. Блока, Т. Г. Шевченко.

## Награды
- народный писатель Узбекской ССР (16.12.1980)
- 2 ордена Трудового Красного Знамени (18.03.1959[1]; …)
- орден Дружбы народов (22.12.1980)[2]
- медаль «За трудовое отличие» (06.12.1951)[3]
- Государственная премия Узбекской ССР имени Хамзы (за роман «Чинара», 1973)
- Орден «Буюк хизматлари учун» (2003) — посмертно[4]
- другие медали